# لیستس (استان لووچ)
لیستس (به بلغاری: Lisets) یک منطقهٔ مسکونی در بلغارستان است که در شهرستان لووچ واقع شده‌است.